# Ocotea cryptocaryoides
Ocotea cryptocaryoides är en lagerväxtart som beskrevs av André Joseph Guillaume Henri Kostermans. Ocotea cryptocaryoides ingår i släktet Ocotea och familjen lagerväxter. Inga underarter finns listade i Catalogue of Life.